# 博南薩城 (新墨西哥州)
博南薩城（英語：Bonanza City）是位於美國新墨西哥州聖菲縣的鬼鎮。

## 歷史
博南薩城的郵局於1880年設立，其後於1883年停運。

## 地理
博南薩城所處的海拔為高於海平面1840米（即6037英呎），而該地所採用的時區為UTC-7，即北美山地时区（MST）。同時該地設有夏令時間，為UTC-7調快一小時，即UTC-6（MDT）。